# Берёзовая Роща (парк, Киев)
«Берёзовая Роща» (укр. «Березовий гай») — парк отдыха в Подольском районе Киева на пересечении улиц Вышгородской и Белицкой. Площадь парка — 7,46 га.

## История
До Октябрьской социалистической революции 1917 года парк находился в частной собственности. В советское время он был поделён на две части: одна, площадью 7,46 га, прилегающая к улице Белицкой, была передана под строительство Подольского районного парка культуры и отдыха, а другая — северо-западная часть (смотреть Юннатский дендропарк) — Центральной исследовательско-педагогической агробиостанции.
Парк культуры и отдыха существовал до Великой Отечественной войны, во время которой он был разрушен. Из всех парковых сооружений остались лишь здание конторы, кинобудка и парашютная вышка.

## Природа
Территория парка размещена в правобережной части Киева на склоне Киевского лесного плато. Разница высот в парке составляет 47 м. В верхней части хорошо выражены две куполообразные вершины. Нижняя часть парка спланирована в основном в регулярном стиле, тут проложены плиточные и асфальтовые дорожки, верхняя — занята насаждениями лесного типа, через которые проходят грунтовые дорожки типа «серпантин». В нижней части парка размещён отдел музея Т. Г. Шевченко «Хата на Приорке». Это всё, что осталось от старой застройки — небольшая хатка (ул. Вышгородская, 5), где в августе 1859 года, в семье С. Лободы жил Т. Г. Шевченко.
По чётной стороне улицы Белецкой находится массив берёзовых насаждений. Посередине его сохранились также старые липы, вязы, акации, ивы, тополя, есть тут и много цветущих кустарников.
Сейчас в парке 45 видов и форм деревьев и кустарников. Среди них преобладают берёза повислая, липа сердцевидная, сосна обыкновенная, клён остролистный, вяз малый, робиния псевдоакация, дуб черешчатый, конский каштан обыкновенный, вишня и груша лесная. Кроме них, в парке встречаются ель обыкновенная, ель колючая, туя западная, ива белая плакучей формы, клёны серебристый, ясенелистный, полевой и татарский, орех грецкий и маньчжурский, тополи белый, чёрный и пирамидальный, ясени зелёный и пенсильванский, бук лесной, граб обыкновенный, рябина домашняя плакучей формы и фруктовые деревья — абрикос, груша, шелковица, черешня. Возраст деревьев, в основном, — до 50 лет. Из кустарников в роще произрастают аморфа, виды спиреи — спирея Вангутта, спирея Бумольда и спирея калинолистная, сирень обыкновенная, чубушник обыкновенный, виноград американский, форсайтия европейская, снежноягодник белый, бересклет бородавчатый, бузина красная.
Рощи и массивы с преобладанием берёзы доминируют, но чистых березняков тут немного. В верхней части парка в насаждениях присутствуют липа и клён остролистный. На значительных территориях липа уже вытеснила менее долгоживущую и светолюбивую берёзу.

300-летний дуб

Примечательным памятником парка является 300-летний дуб, находящийся в верхней части поблизости от южной вершины.

## Устройство
В парке спланировано несколько функциональных зон:
- зона культурно-просветительных учреждений (тут находятся музей «Хата на Приорке», сарай, колодец, фруктовые насаждения, примыкающие к ним — яблони, сливы, абрикосы, вишни, черешни, а также берёзы возрастом до 30 лет);
- зона отдыха детей — в центральной части парка;
- зона тихого отдыха (в основном, верхняя часть парка);
- зона хозяйственных построек.

Напротив парка находится кинотеатр «Кадр». В начале 90-х годов напротив кинотеатра в берёзовой роще каждый вечер собиралась молодежь. Это место стали называть «Квадрат», так как там действительно была мощёная квадратная площадка.
После распада Советского Союза некоторое время парк находился в заброшенном состоянии, позже часть парка была взята в аренду с правом выкупа и на месте «Квадрата» появилось кафе под названием «Приорка».
На сегодняшний день от парка мало что осталось: территорию со стороны улицы Вышгородской занимает кафе-ресторан «Приорка», а территория со стороны улицы Белицкой частично уничтожена — строительство 3-х многоэтажных домов.